# Die Hörigkeit der Frau

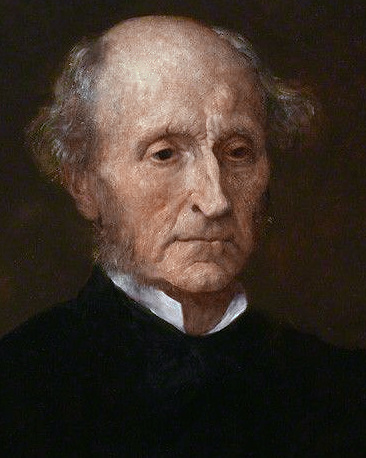
John Stuart Mill

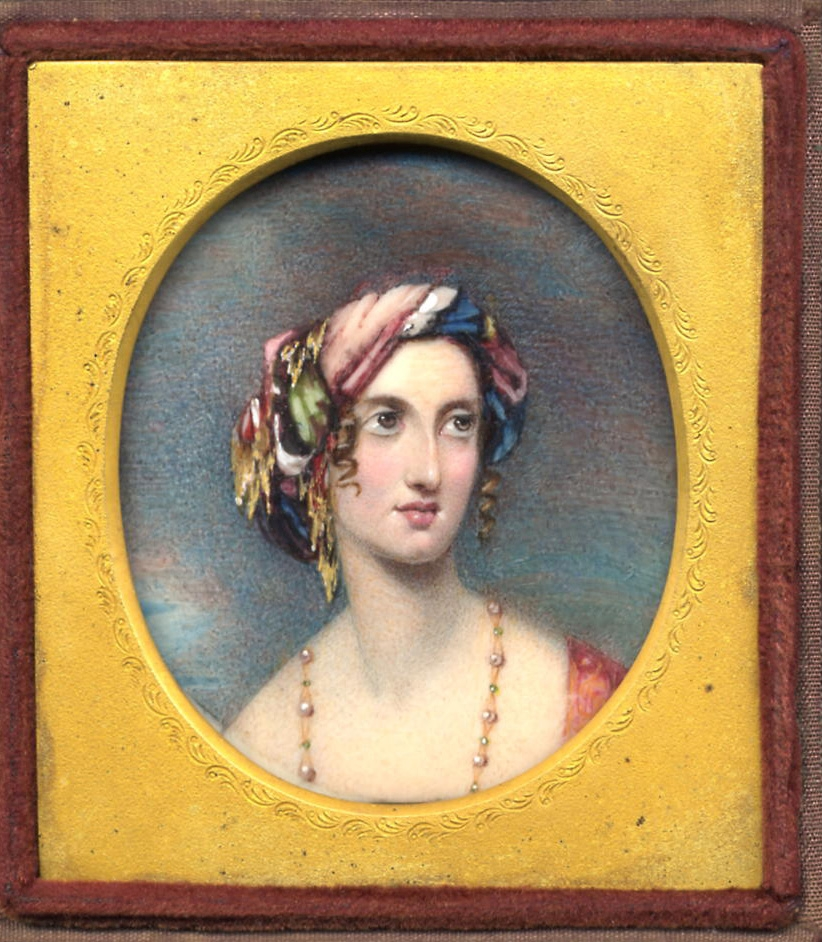
Harriet Taylor Mill

Die Hörigkeit der Frau (englisch The Subjection of Women) ist ein Essay, das 1869 unter dem Namen des englischen Philosophen und Nationalökonomen John Stuart Mill in England veröffentlicht wurde. Das Werk ist das Ergebnis der Gedanken und Ideen, die Mill zusammen mit seiner späteren Ehefrau Harriet Taylor Mill über zwei Jahrzehnte diskutiert und entwickelt hatte. Seine Stieftochter Helen Taylor wird heute meist als Koautorin genannt.
Das Thema des Essays, das als eines der wichtigsten Werke der feministischen Theorie des 19. Jahrhunderts gilt, ist eine grundlegende Kritik der ungleichen sozialen Stellung der Frau. Mills charakteristische politische und moralische Argumente, die aus seinen Werken Über die Freiheit, Grundsätze der politischen Ökonomie sowie aus Betrachtungen über die repräsentative Demokratie bekannt waren, wurden in dem Pamphlet wieder aufgegriffen und auf den Zusammenhang zwischen freiheitlicher Kultur und Geschlechterordnung zugespitzt. Zum Zeitpunkt der Veröffentlichung war die Forderung der Gleichberechtigung der Geschlechter ein Affront gegen die in Europa bestehenden Normen des Status von Mann und Frau.
In Deutschland erschien das Werk, übersetzt von Jenny Hirsch, noch im gleichen Jahr unter dem Titel Die Hörigkeit der Frau. In der deutschsprachigen Neuausgabe ausgewählter Werke von John Stuart Mill wurde der Titel 2012 stattdessen mit Die Unterwerfung der Frauen wortwörtlich übersetzt, was in der deutschsprachigen wissenschaftlichen Literatur seitdem übernommen wurde.

## Entstehung
Die Hörigkeit der Frau gilt auch als „Fortsetzung“ bzw. Überarbeitung des Essays Enfranchisement of Women (1851), das von Harriet Taylor verfasst, aber unter John Stuart Mills Namen veröffentlicht wurde. Dies war wohl doppelt motiviert. Zum einen sollte Harriet Taylors erster Ehemann durch die Veröffentlichung eines gemeinsamen Werks nicht kompromittiert werden. Zum anderen war Mill als Autor etabliert und hatte es als männlicher Autor zudem leichter, wahr- und ernst genommen zu werden. Nach Harriet Taylor Mills Tod 1858 veröffentlichte John Stuart Mill das Essay unter ihrem Namen.
Kurz danach beendete er zuerst das unter ihrer Mitarbeit entstandene Werk On Liberty (1859) und setzte dann bis 1861 die Arbeit an The Subjection of Women fort. Wie Mills Biograph Nicholas Capaldi herausstellte, sind alle seine späteren Veröffentlichungen (ab Mitte der 1850er Jahre) Überarbeitungen vorher veröffentlichter Werke oder Erweiterungen und Ausarbeitungen von Ideen, die er in den beiden vorausgegangenen Dekaden, d. h. im Austausch mit Harriet Taylor Mill, entwickelt hatte.
Während seiner Amtszeit als Mitglied des britischen Unterhauses brachte Mill 1866 eine Petition ein, das Wahlrecht auf Frauen zu erweitern, wofür ein Drittel der anwesenden Parlamentarier stimmten. Dem ließ er 1867 einen Vorschlag folgen, in einem vorliegenden Gesetzesvorschlag das Geschlecht der Hausbesitzer, denen das Wahlrecht erteilt werden sollte, zu streichen. Den breiten Zuspruch seiner Amtskollegen zu diesem Vorschlag bezeichnete Mill als „äußerst ermutigend“. Infolge dieses Triumphs wurde, gefördert von Mill und seiner Stieftochter Helen Taylor, die mit ihrem Stiefvater bis zu dessen Lebensende in Avignon zusammenlebte und -arbeitete, die National Society for Women’s Suffrage ins Leben gerufen.
1869 erschien Subjection unter Mills Namen, doch verwies er 1873 in seiner Autobiographie auf den „reziproken Denkprozess“ zwischen seiner Frau und ihm sowie die späteren Ergänzungen von Harriets Tochter Helen:

“It was written at my daughter’s suggestion that there might, in any event, be in existence a written exposition of my opinions on that great question, as full and conclusive as I could make it. The intention was to keep this among other unpublished papers, improving it from time to time if I was able, and to publish it at the time when it should seem likely to be most useful. As ultimately published it was enriched with some important ideas of my daughter’s, and passages of her writing. But in what was of my own composition, all that is most striking and profound belongs to my wife; coming from the fund of thought which had been made common to us both, by our innumerable conversations and discussions on a topic which filled so large a place in our minds.”

„Sie wurde niedergeschrieben auf Anregung meiner Tochter und weil ich für alle Fälle eine schriftliche Darlegung meiner Ansichten in dieser großen Frage hinterlassen wollte, und zwar so vollständig und endgültig, als es mir nur möglich war. Sie sollte unter anderen nicht veröffentlichten Arbeiten liegen bleiben und nur gelegentlich für notwendige Verbesserungen hervorgeholt werden, bis eine Zeit einträte, in der sich von der Veröffentlichung eventuell ein nennenswerter Nutzen erhoffen ließ. Als sie endlich gedruckt erschien, wurde sie um einige wichtige Ideen und Passagen meiner Tochter bereichert. Die gründlichsten und eindrücklichsten Stellen darin rühren von meiner Frau her, wie überhaupt das Ganze aus dem Gedankenschaft geschöpft ist, den wir gemeinsam in unseren zahlreichen Besprechungen und Erörterungen eines Gegenstands, der unseren Geist so sehr beschäftigte, zusammengetragen haben.“

In der klassischen Mill-Forschung wurden diese Aussagen meist übergangen, selbst wenn die Analogien zu Enfranchisement of Women eingeräumt wurden. Die englischsprachigen Ausgaben des Essays werden heute sowohl als Gemeinschaftswerk wie auch mit Mill als alleinigem Autor veröffentlicht und in den gesammelten Schriften von Harriet Taylor Mill fehlt das Essay ganz. In den neueren deutschsprachigen Ausgaben sind aber immer alle drei Autoren benannt. Die vom John Stuart Mill Institut für Freiheitsforschung verantwortete Ausgabe ausgewählter Schriften gibt als Autoren „John Stuart Mill und Helen Taylor unter Rückgriff auf Gedanken von Harriet Taylor“ an. In der Wissenschaft besteht zur Ko-Autorschaft keine Einigkeit, in der neueren Sekundärliteratur wird aber nicht bezweifelt, dass die Positionen und Argumente aus gemeinsamen Überlegungen hervorgegangen sind.

## Wesentliche Gedanken

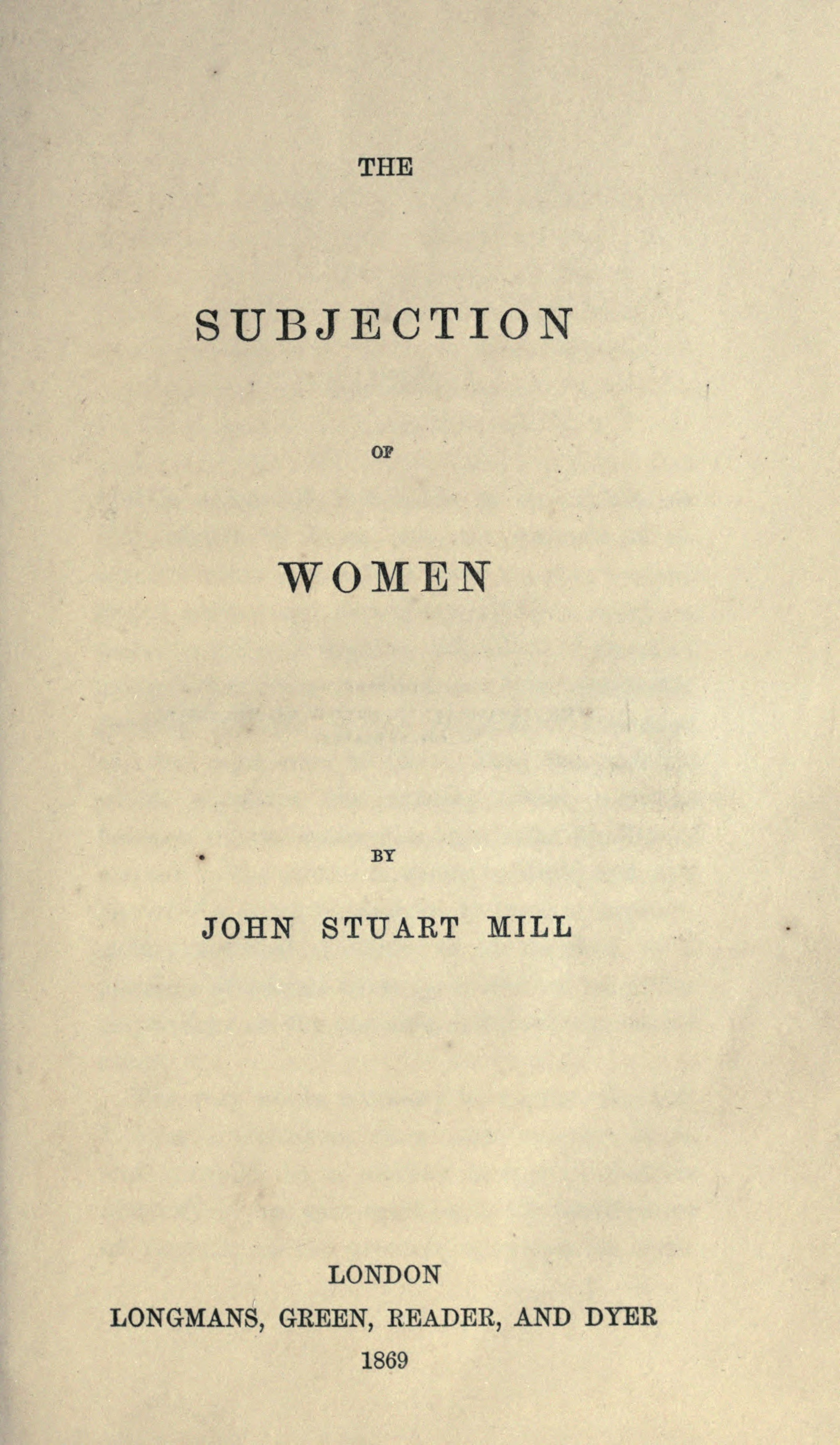
Die Publikation von 1869 (dt.: Die Hörigkeit der Frau)

Zur Zeit der Ausarbeitung seines Essays erkannte Mill, dass er gegen die allgemeine Sicht der Gesellschaft ankämpfte, und er war sich bewusst, dass er gezwungen sein würde, seine Forderungen ständig zu untermauern. Er argumentierte, dass die Ungleichheit der Frau ein Überbleibsel der Vergangenheit sei, als „Macht noch Recht“ war, was aber in der modernen Welt keinen Platz mehr habe. Mill sah es als ein Hindernis für die menschliche Entwicklung an, wenn es der Hälfte des Menschengeschlechts unmöglich sei, außerhalb des eigenen Heims einen Beitrag zur Gesellschaft zu leisten. Er forderte:

“[T]he legal subordination of one sex to another – is wrong in itself, and now one of the chief hindrances to human improvement; and that it ought to be replaced by a system of perfect equality, admitting no power and privilege on the one side, nor disability on the other.”

„Die gesetzliche Unterwerfung eines Geschlechts unter das andere – sie ist in sich falsch, und heutzutage eines der Haupthindernisse der menschlichen Weiterentwicklung; und dass es ersetzt werden sollte durch ein System vollkommener Gleichheit, dass also weder die Macht und die Privilegien der einen Seite noch die Unfähigkeiten der anderen Seite zugesprochen werde.“

Und er wies auf die allgemeine Unwissenheit über die Natur der zwei Geschlechter hin, indem er sagte:

“I deny that any one knows or can know, the nature of the two sexes, as long as they have only been seen in their present relation to one another. Until conditions of equality exist, no one can possibly assess the natural differences between women and men, distorted as they have been. What is natural to the two sexes can only be found out by allowing both to develop and use their faculties freely.”

„Ich leugne, dass irgendjemand weiß oder wissen kann, wie die Natur der zwei Geschlechter ist, so lange sie nur in dem gegenwärtigen Verhältnis zueinander betrachtet werden konnte. Bis nicht die Bedingungen der Gleichheit existieren, kann niemand wirklich die natürlichen Unterschiede zwischen Mann und Frau feststellen, so gestört sie doch sind. Was naturgegeben für beide Geschlechter ist, kann nur herausgefunden werden, indem man beiden eine freie Entwicklung und den Gebrauch ihrer Fähigkeiten erlaubt.“

## Utilitarismus und Frauenwahlrecht
Wenn man die utilitaristische Grundformel anwendet, dass eine Handlung dann und genau dann moralisch richtig ist, wenn ihre Folgen für das Wohlergehen aller von der Handlung Betroffenen optimal sind, dann war Mills Schrift in drei Punkten ganz klar utilitaristisch:
- Der sofortige Vorteil, die Gleichberechtigung würde sich gesellschaftlich sofort positiv auswirken;
- die Bereicherung der Gesellschaft, denn die gleichberechtigte Mitwirkung der Frauen in der Gesellschaft würde das allgemeine Wohlergehen verbessern;
- die individuelle Weiterentwicklung der Frauen wäre natürlich sowohl optimal für die Frauen selbst wie auch für die ganze Gesellschaft.

Mill griff auch das rückschrittliche Eherecht an, das er mit einer „Versklavung der Frauen“ verglich. Es blieben – nach der Sklavenbefreiung – keine gesetzlichen Sklaven mehr übrig außer den Hausfrauen in jedem Haushalt.
Und es wird der Punkt des Frauenwahlrechts aufgeworfen. Frauen stellen die Hälfte der Bevölkerung, also haben sie auch ein Recht auf Beteiligung, da die politischen Angelegenheiten auch die Frauen betreffen.

“Under whatever conditions, and within whatever limits, men are admitted to the suffrage, there is not a shadow of justification for not admitting women under the same.”

„Unter welchen Bedingungen und innerhalb welcher Grenzen Männer zur Wahl auch zugelassen werden, es gibt keinen Hauch an Rechtfertigung für die Nichtzulassung von Frauen unter denselben Konditionen.“

## Wirkungsgeschichte
Das Erscheinen des Essays löste große Aufregung aus. Die ersten beiden Auflagen waren binnen weniger Monate ausverkauft. 1869 übersetzte Anna Maria Mozzoni Die Hörigkeit der Frau ins Italienische, auch die französische Übersetzung erschien im selben Jahr.
Die Befürworter des Frauenwahlrechts auf beiden Seiten des Atlantiks nahmen die Schrift begeistert auf. Sonst wurde das Buch ignoriert oder von Philosophen und Politikern verspottet oder scharf verurteilt. Das Werk sei „unanständig“, „unschicklich“, „arrogant“, ein „Machwerk moralischer Anarchie“ oder gar „die Wurzel allen Übels“. Die heftige Kritik wurde dabei nicht von den Forderungen nach rechtlicher Gleichheit ausgelöst, sondern von dem Argument, dass die bestehende Ungleichheit zwischen den Geschlechtern den moralischen Fortschritt und die Vervollkommnung der Menschheit behindere, weshalb eine neue Geschlechterordnung in Ehe, Familie und Gesellschaft erforderlich sei. Hier schwang immer auch die Kritik an der Lebensweise von John Stuart Mill bzw. Harriet Taylor Mill mit.
Tatsächlich, so die Politikwissenschaftlerin und Mill-Herausgeberin Ulrike Ackermann, finden sich bis heute Spuren dieses „Unbehagens“ gegenüber dem Paar und seinem Freiheitsstreben in der Rezeptionsgeschichte: „Dass dieser Tabubruch so vehement von einem Mann begangen wurde, hat die männliche liberale Community Mill bis heute nicht wirklich verziehen. Er ging gewissermaßen fremd mit dieser starken, intellektuellen Frau – ein Mann unter Einfluss.“ Mit Ausnahme von Stefan Collini und Nicholas Capaldi haben sich, so Ackermann weiter, die männlichen Autoren der Mill- und Liberalismusforschung kaum mit den Texten zur Gleichberechtigung der Geschlechter auseinandergesetzt. Im Gegensatz dazu schätzte die erste Frauenbewegung wie auch jene der 1970er und 1980er Jahre diese Schriften. Auch die feministische Theorieentwicklung und Genderforschung haben sich intensiv damit befasst. Ackermann konstatierte schließlich, dass die feministische Rezeption die Mill-Taylor’schen Texte zur Frauenemanzipation nicht im Gesamtkontext des Werks von Mill und Taylor Mill gelesen habe, womit die Verbindung zu deren Freiheitsphilosophie verlorenging. Die männlich dominierte Mill- und Liberalismusforschung habe dagegen ignoriert, dass Mill und Taylor Mill die Prinzipien zur individuellen Freiheit und zur Wahlfreiheit in der Auseinandersetzung mit den Geschlechterverhältnissen und der Frauenemanzipation entwickelten und diese Prinzipien dann verallgemeinerten.

## Ausgaben

### Englisch (Auswahl)
- The Subjection of Women, Longmans, Green, Reader, and Dyer, London 1869. (Digitalisat)
- Stanton Coit (Hrsg.): The Subjection of the Women by John Stuart Mill. With introductory Analysis. London 1911.
- The Subjection of Women (1869). In: John M. Robson (Hrsg.): Collected works of John Stuart Mill. Essays on equality, law, and education. Band XXI. University of Toronto Press, Toronto 1984, ISBN 0-8020-5629-6, S. 259–340 (libertyfund.org [abgerufen am 1. November 2018]).

### Deutsch
- John Stuart Mill: Die Hörigkeit der Frau. F. Berggold, Berlin 1869; übersetzt von Jenny Hirsch. (Digitalisat)
- John Stuart Mill, Harriet Taylor Mill, Helen Taylor: Die Hörigkeit der Frau. In: Hannelore Schröder (Hrsg.): Die Hörigkeit der Frau und andere Schriften zur Frauenemanzipation. Syndikat, Frankfurt am Main 1976, ISBN 3-8108-0009-0, S. 7–43.
- John Stuart Mill, Harriet Taylor Mill, Helen Taylor: Die Hörigkeit der Frau. Hrsg.: Hannelore Schröder. 2. Auflage. Helmer, Frankfurt am Main 1997, ISBN 3-927164-42-9 (projekt-gutenberg.org [abgerufen am 1. November 2018]).
- John Stuart Mill, Helen Taylor: Die Unterwerfung der Frauen. unter Rückgriff auf Gedanken von Harriet Taylor. In: Ulrike Ackermann, Hans Jörg Schmidt (Hrsg.): John Stuart Mill. Ausgewählte Werke. Band 1: John Stuart Mill und Harriet Taylor. Freiheit und Gleichberechtigung. 2. Auflage. Murmann, Hamburg 2013, ISBN 978-3-86774-177-4, S. 439–560 (Übersetzung von Jenny Hirsch, etwas modernisiert).
- John Stuart Mill, Harriet Taylor Mill: Die Unterwerfung der Frauen. Übersetzt und herausgegeben von Dieter Birnbacher. Reclam, Stuttgart 2020, ISBN 978-3-15-014044-4.